# الكسيس ريان
الكسيس ريان (بالإنجليزية: Alexis Ryan)‏ (و. 1994  م) هي دراجة أمريكية، ولدت في الولايات المتحدة.

## سباقات أو مراحل فاز بها
| التاريخ        | السباق                                      | المركز                                          |
| -------------- | ------------------------------------------- | ----------------------------------------------- |
| 10 مايو 2015   | طواف أمجين كاليفورنيا للسيدات 2015          | الخامس في تصنيف أفضل شاب                        |
| 21 يونيو 2015  | طواف النساء 2015                            | الثامن في التصنيف العام                         |
| 24 أبريل 2016  | Dwars door de Westhoek 2016                 | الثامن في التصنيف العام                         |
| 22 مايو 2016   | طواف أمجين كاليفورنيا 2016                  | الثامن في تصنيف أفضل شاب                        |
| 20 أغسطس 2017  | طواف النرويج للسيدات 2017                   | العاشر في التصنيف العام، العاشر في تصنيف النقاط |
| 03 سبتمبر 2017 | بويز ليديز تور 2017                         | الأول في تصنيف الجبال                           |
| 24 فبراير 2018 | طواف نيوشبلاد للسيدات 2018                  | الثاني في التصنيف العام                         |
| 09 مارس 2018   | درينتشت آخت فان ويسترفيلد 2018              | الفائز في التصنيف العام                         |
| 11 مارس 2018   | روند فان درينثي كأس العالم 2018             | الثاني في التصنيف العام، الثالث في تصنيف النقاط |
| 18 مارس 2018   | تروفيو ألفريدو بيندا كومون دي سيتيجليو 2018 | الثامن في تصنيف النقاط                          |
| 22 مارس 2018   | ثلاثة أيام من دي بان للسيدات 2018           | العاشر في تصنيف النقاط                          |

## روابط خارجية
- الكسيس ريان على موقع الاتحاد الدولي للدراجات (الإنجليزية)
- الكسيس ريان على موقع أرشيف الدراجات (الإنجليزية)
- الكسيس ريان على موقع إحصائيات الدراجات الإحترافية (الإنجليزية)
- الكسيس ريان على موقع نسبة الدراجات (الإنجليزية)